# Brasilicereus
Brasilicereus Backeb. è un genere di piante della famiglia delle Cactacee, endemico del Brasile.

## Tassonomia
Il genere comprende le seguenti specie:
- Brasilicereus estevesii (Hofacker & P.J.Braun) N.P.Taylor & M.Machado
- Brasilicereus markgrafii Backeb. & Voll
- Brasilicereus phaeacanthus (Gürke) Backeb.